# Кортона
Корто́на (итал. Cortona [korˈtoːna], лат. Cortona, Cortina, Coriti arx, Corythum, этр. Curton) — город в итальянской области Тоскана.
Город расположен к северу от Тразименского озера в области Тоскана, к юго-востоку от города Ареццо в провинции Ареццо.
Население составляет 21 909 человек (30-6-2019), плотность населения составляет 63,88 чел./км². Занимает площадь 342,97 км². Почтовый индекс — 52044. Телефонный код — 0575.
Соседние коммуны: Ареццо, Кастильон-Фьорентино, Кастильоне-дель-Лаго, Читта-ди-Кастелло, Фояно-делла-Кьяна, Лисчано-Никконе, Монтепульчано, Синалунга, Торрита-ди-Сьена, Туоро-суль-Тразимено, Умбертиде.

## История
Город был основан этрусками и был одним из старейших и значимых городов той эпохи; входил в этрусский союз. В 310 году до н. э. его завоевали римляне, затем в V веке — готы. С 1325 года в городе расположена резиденция епископа.

## Достопримечательности
Церковь Святого Франциска. Это была первая церковь, построенная францисканцами за пределами Ассизи. В ней находятся несколько работ живописцев Луки Синьорелли и Фра Беато Анджелико. Главная достопримечательность города - старинный Собор Санта-Мария-Ассунта (Вознесения Девы Марии). Город знаменит также своим уроженцем, выдающимся живописцем Пьетро да Кортона.
Внешний облик города определяется домами эпохи Средневековья и Ренессанса и городской стеной постройки VI века.
С XVIII века в городе существует Этрусская академия — первоначально привилегированный клуб местных дворян, поддерживавших научные изыскания, в настоящее время поддерживает исследования в области этрускологии.
Покровителями коммуны почитаются santa Margherita da Cortona, празднование 22 февраля, и святой евангелист Марк. 
- Улицы Кортоны
- Кортона (рисунок 1864 года)

## Известные уроженцы
- Синьорелли, Лука (1441—1523) — итальянский художник эпохи флорентийского Ренессанса
- Пьетро да Кортона (1596—1669) — архитектор и живописец эпохи барокко
- Северини, Джино (1883—1966) — художник-футурист